# Kholumolumo
Kholumolumo („drak“ v tradicích domorodých obyvatel, sídlících v místě objevu) byl rod poměrně velikého sauropodomorfního dinosaura, žijícího v období svrchního triasu (asi před 210 milióny let) na území dnešního Lesotha, nedaleko hranic Jihoafrické republiky.

## Historie
Fosilní pozůstatky tohoto dinosaura objevil paleontolog Paul Ellenberger v roce 1955 v blízkosti domorodé vesnice Maphutseng na západě Lesotha. Nález ze sedimentů geologického souvrství Elliot potom stručně popsal v roce 1956. Původně stanovil rodové jméno "Thotobolosaurus", což odkazovalo přímo k místu objevu holotypu (kterým byla odpadní jímka za vesnicí). Fosilie byly postupně vykopány v průběhu let 1955 až 1970. V roce 1970 stanovil stejný paleontolog úplné vědecké jméno "Thotobolosaurus mabeatae", to se však neujalo a dnes není formálně platné.
V roce 1966 stanovil pro stejný fosilní materiál jméno "Kholumolumosaurus ellenbergerorum" ve své dizartační práci François-Xavier Gauffre, toto jméno se ovšem také neujalo. Teprve v dubnu roku 2020 popsali dinosaura s úplnějším popisem badatelé Claire Peyre de Fabrègues a Ronan Allain, a to pod jménem Kholumolumo ellenbergerorum.

## Popis a zařazení
Kholumolumo byl poměrně velký sauropodomorf, dosahující podle odhadů délky kolem 9 metrů. Ve své době byl tedy jedním z největších dinosaurů i suchozemských obratlovců. Stejně jako jeho blízcí příbuzní byl i tento rod poměrně masivním býložravcem nebo všežravcem, který žil pravděpodobně v menších stádech. Živil se nízko rostoucí vegetací na zemi a na keřích i nižších stromech, a to až do výšky kolem 4 metrů. Podle anatomie kostí končetin byl i přes své velké rozměry převážně bipední (chodil po dvou).
Pravděpodobně se jednalo o zástupce kladu Massopoda a jeho blízkým příbuzným byl například severoamerický rod Sarahsaurus, jihoafrický Ignavusaurus a východoasijský Chuxiongosaurus. Nepředstavoval tedy vývojového předka ani blízkého příbuzného pozdějších obřích sauropodů.